# Ортега-и-Гассет, Хосе
Хосе́ Орте́га-и-Гассе́т (исп. José Ortega y Gasset, 9 мая 1883; Мадрид — 18 октября 1955) — испанский философ

, публицист, социолог и эссеист. Не создал единого систематизированного учения, предпочитая формат эссеистики, но последовательно развивал философские идеи, которые сам называл рацио-витализмом. В центре его внимания были последствия социальных и культурных изменений XIX – начала XX веков, которые он исследовал в работе «Восстание масс», разработав одну из первых концепций массового общества. Вёл активную публицистическую и преподавательскую деятельность, проявив себя бескомпромиссным борцом за модернизацию Испании, сторонником её европеизации, полемизируя при этом с оппонентами. Обосновывал целесообразность европейской интеграции, когда эта идея считалась утопической. После начала гражданской войны в Испании длительное время находился в эмиграции во Франции, Ниделандах, Аргентине и Португалии, сократил писательскую и публицистическую активность. После окончания Второй мировой войны начал регулярно приезжать в Испанию, не приняв франкизм и критикуя его.

## Биография

### Происхождение и ранние годы (1883–1905)
Хосе Ортега-и-Гассет родился 9 мая 1883 года в Мадриде в богатой семье, принадлежавшей к культурной элите Испании, но не к старой аристократии. Отец, Хосе Ортега Мунилья, работал редактором «Los Lunes de El Imparcial» – литературного приложения к очень влиятельной либеральной газете «El Imparcial» («Непредвзятый») – и сам был известным писателем. Отец также был депутатом Кортесов, представляя галисийский городок Падрон. Позднее Хосе Ортега-и-Гассет говорил, что родился на печатном станке. Отец часто брал с собой своего сына Хосе на неформальные встречи с литераторами и политиками. Благодаря знакомым отца познакомился с идеологией краузизма, которая позднее оказала немалое влияние на становление его взглядов. Мать, Долорес Гассет Шиншилья, была набожной женщиной из богатой и влиятельной семьи: её отец Эдуардо Гассет-и-Артиме основал газету «El Imparcial» и был министром по делам заморских территорий. У Хосе было два брата, Эдуардо (старший) и Мануэль (младший), и младшая сестра Рафаэла. По материальному достатку и грамотности семья была совершенно нетипичной для Испании того времени.
Хосе провёл детство в Мадриде, но с раннего возраста проводил зиму в доме семьи в Кордове. Юный Хосе научился читать в четыре года, а в семь лет выучил первую главу «Дон Кихота». Мальчик много читал по-испански и по-французски. В 1891 году Хосе и его старшего брата Эдуардо по инициативе матери отдали учиться в иезуитский колледж «Мирафлорес-дель-Пало» в Малаге. Впоследствии Хосе негативно отзывался о годах, проведённых у иезуитов, и критически отзывался об их интеллектуальной бедности и принципах обучения. Как полагает ученик и биограф Ортеги Хулиан Мариас, для него религиозное обучение привело к обратному эффекту – разочарованию в религии. Биограф философа Эндрю Добсон связывает с обучением у иезуитов формирование взглядов Хосе о необходимости рационалистического светского образования как одного из необходимых условий развития Испании.

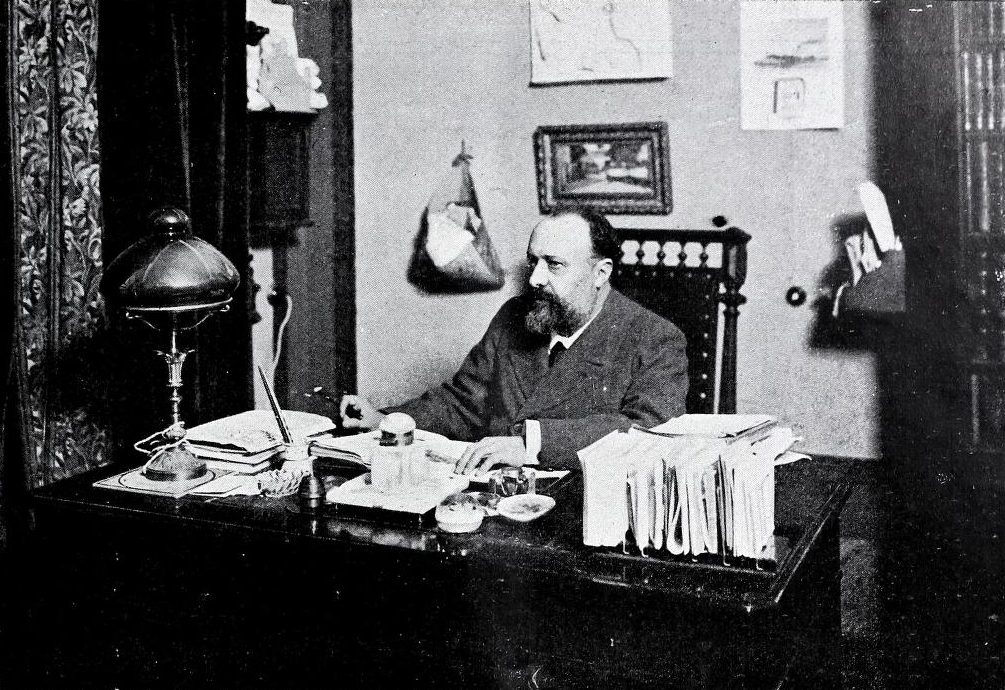
Хосе Ортега Мунилья в рабочем кабинете. 1901 год. Фотография Франсен, Кристиан.

Благодаря сильному французскому влиянию на испанскую интеллектуальную жизнь Хосе рано (по собственному признанию – в детстве) познакомился с трудами Эрнеста Ренана, который, как полагает Эндрю Добсон, оказал на него немалое влияние. В позднем подростковом возрасте Хосе со своим другом Рамиро де Маэсту читал книги Фридриха Ницше.
Высшее образование Хосе начал получать в иезуитском университете Деусто, где изучал право, философию и словесность, но в 1898 году перевёлся в Мадридский университет. В Мадриде он, помимо философии и словесности, начал изучать и юриспруденцию, но вскоре оставил занятия правом. В 1902 году получил степень лиценциата в Мадриде и начал писать публицистику. В 1904 году он защитил докторскую диссертацию на тему «Ужасы 1000 года: критика легенды».

### Учёба в Германии и возвращение в Испанию (1905–1912)
В 1905 году Хосе отправился в Германию, ещё не определившись с жизненным выбором – заниматься ли ему лингвистикой, философией или журналистикой. В апреле-ноябре 1905 года Хосе пробовал учиться в Лейпциге, но из-за незнания языка не преуспел ни в обучении, ни в быту. Осенью 1905 года Хосе переехал в Берлин, где слушал лекции Георга Зиммеля и посещал библиотеку. Также Хосе побывал в Нюрнберге, Мюнхене и Кёльне. Весной 1906 года Хосе вернулся в Испанию, но уже в июне снова приехал в Берлин.
В ноябре 1906 года поступил в Марбургский университет, который в то время был центром неокантианства, в том числе благодаря Герману Когену. Хосе очень высоко оценивал Когена и считал его крупнейшим современным философом. В Марбурге Хосе вместе с другими студентами старательно изучал Канта и впоследствии положительно отзывался об опыте постижения его философии. Вместе с тем, Хосе не стал горячим приверженцем неокантианства: его ранние работы не носили отпечатка этой философии, не заинтересовался он и Кантом. В Марбурге Хосе посещал и лекции другого известного неокантианца, Пауля Наторпа, по психологии и педагогике. Практико-ориентированные лекции Наторпа, основанные на идеях Иоганна Песталоцци, в которых подчёркивалось решающее значение образования в развитии общества, нашли живой отклик у Хосе. Имея возможность сравнить высшее образование в двух странах, Ортега однозначно ставил немецкие университеты выше испанских.
Вернувшись в Испанию, в 1908 году получил должность профессора психологии, логики и этики в недавно открывшейся Высшей учительской школе (исп. Escuela Superior del Magisterio), которая задумывалась связующим звеном между университетами и школами. Его друг Рамиро де Маэсту к этому времени стал журналистом, и в 1908 году между ним и Ортегой в печати завязалась полемика о том, что важнее для Испании – духовное развитие (де Маэсту) или наука и образование (Ортега); в ряде вопросов, впрочем, они были близки друг к другу – в частности, в критике Мигеля де Унамуно. Особенно решительно Ортега выступил против иррационалистских шовинистических идей де Унамуно, с которым он активно переписывался со времён учёбы в университете, в статье в «El Imparcial» в сентябре 1909 ода. Несмотря на разногласия по восприятию прошлого, настоящего и будущего Испании, Ортега и Унамуно продолжили сотрудничать и общаться, а Ортега решительно поддержал Унамуно, когда его отстранили от поста ректора Университета Саламанки. В 1908 году Ортега участвовал в основании журнала «Faro» («Маяк»), который оказался неудачным, а в 1910 году – журнала «Europa».
Политические пристрастия молодого Ортеги не отличались постоянством: в 1908 году он симпатизировал немарксистским социалистам, но к 1909 году совершил переход к либеральным взглядам. В 1910 году Ортега вступил в Радикальную республиканскую партию, а в 1912 году вступил в только что появившуюся Реформистскую партию, которая сочетала фабианские идеи, приверженность парламентской демократии, религиозную толерантность, настаивала на необходимости проведения аграрной реформы и развития светского образования.
В марте 1910 года Ортега выступил с открытой лекцией в Бильбао, в которой очертил программу возрождения Испании.
В 1910 году Хосе женился на Росе Спотторно Топете, с которой познакомился пять лет назад в Мадридском университете, в 1911 году вместе с женой снова поехал в Германию, где у них родился первенец Мигель. Пребывание в Германии оказало сильное влияние на Ортегу, который надолго стал апологетом переноса немецких интеллектуальных и культурных традиций на испанскую почву. Биограф Ортеги Рокуэлл Грей отмечает, что не один Ортега в Испании разделял увлечение немецкой культурой (в противовес некоторому пренебрежению французской культурой), из-за чего немалой части испанской либерально настроенной элиты оказалось непросто поддерживать Антанту в Первой мировой войне.

### Публицист и профессор (1912–1923)
В 1912 году Хосе окончательно вернулся в Испанию и начал преподавать в Мадридском университете. Ранее он получил место профессора метафизики в альма-матер: позиция освободилась после смерти философа и политика Николаса Сальмерона, и Ортега победил других претендентов на это место. При этом он согласился продолжить бесплатно преподавать в Высшей учительской школе.
В 1913 году Хосе выступил одним из основателей Лиги политического образования, построенной на идее о ключевой роли образования для политических перемен. 23 марта 1914 года Ортега выступил с программной речью «Старая и новая политика» (исп. Vieja y nueva politica), в которой призвал отмежеваться от последовательно сменявших друг друга консерваторов и либералов с целью создания новой политической силы, которая поможет пересобрать Испанию. Молодой профессор стал одной из центральных фигур нового поколения испанских интеллектуалов – «поколения 1914 года».
Первая мировая война первоначально мало занимала Хосе. Вместе с тем, его растущая известность в сочетании со смелыми высказываниями привели к тому, что в немецкой прессе его стали называть германофобом, а в бельгийской – германофилом. В приватной переписке Хосе объяснял, что сочувствует Антанте, но отказывался демонизировать Германию, разделяя её на культурную и политическую составляющие. Со временем он начал осторожно высказываться о желательности вступления Испании в войну.
За несколько дней до начала Первой мировой войны была опубликована первая книга Ортеги – «Размышления о Доне Кихоте», которую он написал вдали от мадридской суеты, в загородном доме отца неподалёку от Эскориала. Книга в известной степени продолжала идеи о необходимости перемен в Испании.
В лекциях 1915–1916 годов исследовал вопросы философии восприятия, испытывая сильное влияние идей Эдмунда Гуссерля.
В 1915 году Ортега ненадолго стал первым редактором еженедельного журнала «Испания».
В 1916 году Ортега основал альманах «Наблюдатель» (исп. Espectador), финансируемый 3 тысячами подписчиков. Ортега был единственным автором «Наблюдателя», который к 1934 году вышел в 8 томах. «Наблюдатель» был подчёркнуто аполитичным проектом Ортеги, который старался концентрироваться на чистой философии.
В 1916 году Ортега вместе с отцом посетил Буэнос-Айрес, где читал лекции и был тепло принят. В Буэнос-Айресе Ортега не только читал специализированные лекции, но и общался с аргентинской культурной элитой. Самым интересным и значимым аргентинским знакомством для Ортеги стала Виктория Окампо, в которой он разглядел черты культурной аристократии, о которой мечтал. Рокуэлл Грей полагает, что Окампо заинтересовала Ортегу не только как интеллектуалка, но и как женщина, однако впоследствии им удалось перевести свои отношения в сотрудничество, проявившееся в регулярной переписке и плотном публицистическом взаимодействии.
Ортега сотрудничал и с «El Imparcial», которая переживала не лучшие времена, а владельцы вели переговоры о продаже газеты бумажному магнату Николасу Марии де Ургоити. В июне 1917 года, когда в Испании начало шириться недовольство, в «El Imparcial», в основном поддерживавшей сложившуюся политическую систему, была опубликована острая статья Ортеги «Под разрушенной аркой» (исп. Bajo el arco en ruina) с критикой монархии и Кортесов. Статья спровоцировала разрыв владельцев газеты с Ургоити, но с ним ушли Ортега и ряд других журналистов. Ургоити основал новую, более респектабельную газету «El Sol» («Солнце»), и Ортега деятельно принял участие в написании статей для неё. Постепенно Ортега стал одним из ведущих политических журналистов Испании. Ортега принял участие и в другом проекте Ургоити – создании книжного издательства «Calpe». Взгляды Ургоити и Ортеги не противоречили друг другу, благодаря чему их сотрудничество оказалось очень плодотворным. 

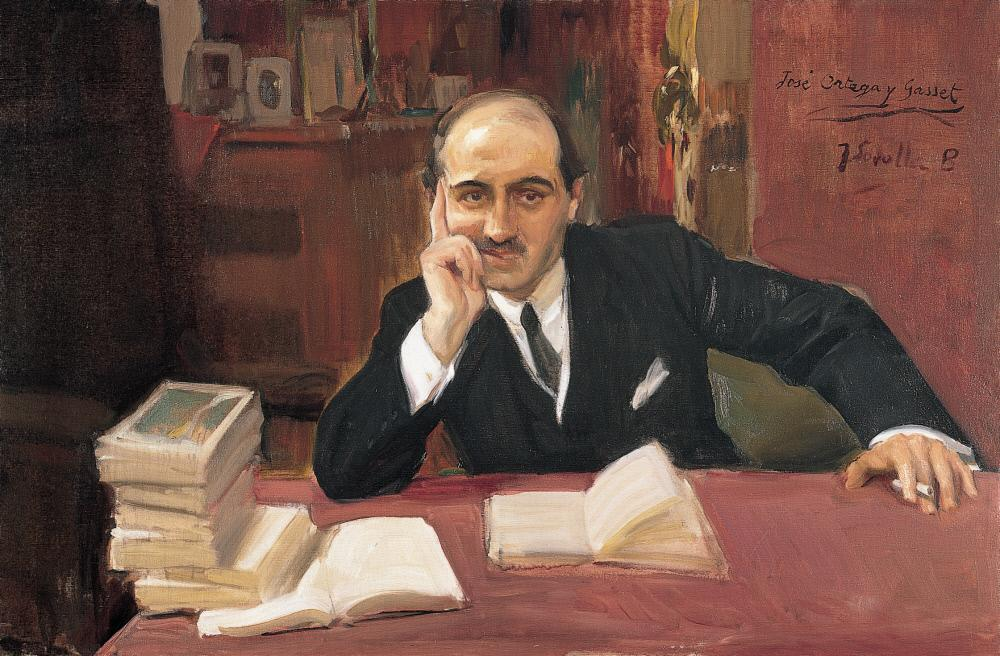
Хоакин Соролья. Портрет Хосе Ортеги-и-Гассета. 1918 год.

Несколько статей, которые Ортега печатал в «El Sol», в 1921 году он опубликовал под единой обложкой под названием «Бесхребетная Испания» (исп. España invertebrada) с сильным акцентом на историю Испании. В 1922 году Ортега основал книжную серию «Библиотека идей двадцатого века», в которой публиковались переводы на испанский язык современных мыслителей (в основном – немецких).
В июле 1923 года Ортега основал «Revista de Occidente» («Западный журнал»), который служил делу «сравнивания Пиренеев» — европеизирования Испании, тогда изолированной от современного (по тому времени) культурного процесса.
В этом журнале публиковались работы известных испанских авторов, а также переводы европейских мыслителей. Около половины трёхтысячного тиража журнала продавалось в Латинской Америке.
По замечанию Рокуэлла Грея, параллельно с бурной публицистической деятельностью в университетских стенах Ортега активно занимался обновлением гуманитарной науки в Испании.

### Диктатура Примо де Риверы
Военный переворот Мигеля Примо де Риверы 1923 года Ортега вместе с некоторыми интеллектуалами первоначально встретил с одобрением из-за атаки генерала на сложившиеся политические институты и встряски политической жизни, рассматривая генерала как хирурга, препарирующего прогнившую «старую политику», которую Ортега презирал. Впрочем, Ортега быстро разочаровался в Примо де Ривере и перешёл в лагерь оппонентов. Диктатор (а позднее – и его сын) в обосновании своих действий использовал в том числе и публицистику Ортеги, направленную против «старой политики». Ортега продолжил публиковать политические статьи, в которых агитировал вернуться к парламентаризму.
Растущее ощущение своей политической бесполезности и невостребованности Ортега компенсировал работой над «Revista de Occidente», который стал центром интеллектуальной жизни страны. В журнале публиковались молодые поэты и прозаики, представлявшие поколение 1927 года («поколение диктатуры»), притом что сам Ортега не был любителем поэзии. В 1924 году под патронажем журнала начала публиковаться собственная книжная серия, в которой до начала гражданской войны вышло около 225 работ по самым разным отраслям знаний от физики и социологии до истории и экономики, а также антология поэзии поколения 1927 года. Молодые поэты и писатели, в свою очередь, видели в Ортеге образец современного интеллектуала и находились под влиянием его взглядов и яркого писательского стиля.
Одновременно Ортега продолжал активную преподавательскую деятельность, став центральной фигурой развития философской мысли в Испании. В марте 1929 года студенческий профсоюз объявил о начале всобщей университетской забастовки, а Примо де Ривера в ответ приостановил работу Мадридского университета до конца весны. Ортега и несколько других преподавателей подали в отставку. Эти события прервали начатый Ортегой курс лекций «Что такое философия?», но он решил продолжить читать его для всех желающих. Вскоре Ортега задумался и о сущности университетского образования, результатом чего стала небольшая работа «Миссия университета».
Бурный рост Мадрида в начале XX века, строительство первых небоскрёбов, автомобилизация (сам Ортега не остался от неё в стороне, купив автомобиль для путешествий по Кастилии). В конце 1929 и январе 1930 года Ортега опубликовал в «El Sol» первые эссе о массовом обществе, которые впоследствии были объединены в книгу «Восстание масс». Эти статьи были направлены и против интеллектуального и политического примитивизма агонизирующей диктатуры Примо де Риверы, и против поверхностного мадридского общества 1920-х годов, но одновременно ставили глобальные вопросы.
Высказывал и утопический проект управления государством «большим советом» (исп. junta magna) из 200 человек из разных слоёв общества.
Являясь убежденным республиканцем, Ортега был вождём интеллектуальной оппозиции в годы диктатуры генерала Примо де Риверы (1923—1930), поддержал свержение короля Альфонса XIII и установление Второй Республики, был одним из основателей «Республиканского объединения интеллигенции» (1931), избирался депутатом от провинции Леон.

### Вторая Республика
Как депутат, считал крайне важной аграрную реформу, поддерживал предоставление ограниченной автономии для Каталонии. Вместе с тем довольно быстро разочаровался в политической жизни и разошёлся во взглядах с радикальными республиканцами. Решительно осудил поджоги церквей и монастырей в мае 1931 года, назвав их в печати «примитивным или криминальным фетишизмом». В августе призывал республику сменить курс, а в сентябре поставил ей вердикт: «Это не она, это не она!».
Во время дебатов по проекту Конституции Второй Республики, проходивших с 27 августа по 9 сентября 1931 года, в своем выступлении, отметив достоинства проекта, в то же время указал на то, что в нём заложены «бомбы замедленного действия», в частности, по региональному и религиозному вопросам. Пребывая ещё год в депутатском кресле, продолжал критиковать Республику, центральным пунктом чего стала его знаменитая речь «Rectificación de la República» («Исправление Республики»), произнесенная им в декабре 1931 года.
1 февраля 1930 года Ортега и другие мадридские профессора, подавшие в отставку, были восстановлены в должности.
В августе 1932 года, вскоре после неудачного мятежа Хосе Санхурхо, сложил полномочия депутата.

### Гражданская война. Эмиграция
Начало гражданской войны в Испании застало Ортегу больным: у него была жёлчнокаменная болезнь.
Начало испанской гражданской войны в июле 1936 года застало Ортегу больным. Через три дня после начала противостояния к нему в дом явился отряд вооружённых коммунистов, которые потребовали от него поставить подпись под манифестом в поддержку правительства Народного фронта и с осуждением «государственного переворота». Ортега отказался их принять, и во время жёсткого разговора между ними и его дочерью ей удалось убедить пришедших, что надо составить более короткий и менее политизированный текст, который в результате Ортега и подписал вместе с другими интеллектуалами (впоследствии Ортега описал этот эпизод в своей статье «En cuanto al Pacifismo»).
В леворадикальной газете «Claridad», близкой к коммунистам, была опубликована разгромная статья, в которой Ортега клеймился как один из учителей фашизма и, по утверждению Ортеги, подобные обвинения обычно влекли скорый расстрел. Вскоре Ортегу, по его собственному признанию, пытались принудить выступить по радио. В августе 1936 года при помощи своего брата Эдуардо он с женой спешно выехал в Аликанте с двумя чемоданами, в сентябре был уже во Франции – сначала в Марселе, а затем в Париже.
Вскоре Ортегу заочно уволили из Мадридского университета. Некоторое время он никак не комментировал гражданскую войну на родине, однако следил за её развитием, вычерчивая изменение линии фронта на карте Испании. По мнению Эндрю Добсона, который опирался главным образом на личную переписку, Ортега в первое время симпатизировал националистам, хотя и не соглашался со введённой ими цензурой. Впоследствии он разочаровался во Франко и его режиме.
Из-за девальвации испанской валюты Ортега оказался в тяжёлом материальном положении, но ему помогли друзья, а также гонорары за переводы его работ. Некоторое время провёл в Нидерландах. В 1938 году Ортега в Париже перенёс тяжёлую операцию, после которой долго восстанавливался во Франции и Португалии.
В происходившей в Испании гражданской войне, Ортега-и-Гассет фактически не поддерживал ни одну из сторон, видя как в коммунистах, социалистах и анархистах, получивших преобладание среди республиканцев, так и в фалангистах, поддержавших Франко, представителей массового общества, против которого он и выступал. Находясь в изгнании, жёстко критиковал тех западных интеллектуалов, которые выступили в поддержку Народного фронта, полагая, что они не разбираются ни в истории, ни в современных им реалиях Испании.
За несколько дней до начала Второй мировой войны Ортега прибыл в Аргентину, где был весьма известен благодаря двум визитам в 1916 и 1928 годах, а также благодаря своим научно-публицистическим работам. Вместе с тем общественное мнение в Аргентине симпатизировало республиканцам, а большинство испанских эмигрантов бежало за океан, спасаясь от франкизма. Ортега читал лекции в Университете Буэнос-Айреса, но к 1942 году разочаровался в жизни в Аргентине и неожиданно для многих отплыл в Португалию. Некоторую роль в возвращении в Европу могли сыграть финансовые проблемы.
После 1936 года практически оставил политическую публицистику, сконцентрировавшись на философских темах.

### Возвращение в Испанию
В 1945 году впервые после долгого перерыва посетил в Испанию.
По возвращении в 1948 году в Мадрид совместно с Хулианом Мариасом создал Гуманитарный институт, где преподавал и сам.
Опыт работы Гуманитарного института он считал успешным и пробовал перенести его в другие страны, обсуждал проект нового учреждения с Вернером Гейзенбергом и Робертом Хатчинсом, но из-за нехватки средств и ухудшившегося здоровья ему не удалось осуществить задуманное.
В 1954–1955 годах его состояние здоровья ухудшилось, ему диагностировали рак (диагноз поставил его сын Мигель, ставший врачом). От предложенной операции Ортега отказался, и умер 18 октября 1955 года в Мадриде.
До конца жизни оставался открытым критиком франкизма (как, впрочем, и коммунизма).

## Публицистическая деятельность
В 1914 году Ортега опубликовал свою первую книгу — «Размышления о Дон-Кихоте» (Meditaciones del Quijote) и прочитал знаменитую лекцию «Старая и новая политика» (Vieja y nueva política), в которой изложил позицию молодых интеллектуалов того времени в отношении политических и моральных проблем Испании. Некоторые историки[кто?] считают это обращение существенно важной вехой в цепи событий, которые привели к падению монархии.
Сочинения Ортеги, такие как «Размышления о Дон-Кихоте» и «Бесхребетная Испания» (España invertebrada, 1921), отражают умонастроение автора как испанца и европейца. Его интеллектуальные способности и художественный талант очевидны в таких работах, как «Тема нашего времени» (El tema de nuestro tiempo, 1923) и «Дегуманизация искусства» (La deshumanización del arte, 1925). В прологе к «Размышлениям о Дон-Кихоте» можно найти главные идеи философии Ортеги. Здесь он даёт определение человека: «Я есть „я“ и мои обстоятельства» («Yo soy yo y mi circunstancia»), то есть человек не может рассматриваться в отрыве от окружающих его обстоятельств истории.
Международная известность пришла к Ортеге в 1930-х годах, когда появился его труд «Rebelión de las masas» («Восстание масс»); впервые опубликована на русском языке в журнале «Вопросы философии», 1989, № 3—4). Метафизика Ортеги, называемая им самим рацио-витализмом, обретает очерченность уже в труде «Meditaciones del Quijote» («Размышления о Дон-Кихоте», Мадрид, 1914), где он объявляет единственной реальностью человеческое бытие-с-вещами: «Я есть „Я“ и мои обстоятельства». Сам Ортега убежден, что своей метафизикой он предвосхитил идеи Мартина Хайдеггера, изложенные в работе «Бытие и время» (1927). В целом Ортега относится к последнему холодно, называя его даже «гёльдерлиновским чревовещателем». Преломление рацио-витализма в теории познания порождает гносеологию «перспективизма», которая утверждает, что «жизнь каждого есть точка зрения на универсум» и что «единственно ложная перспектива — это та, которая полагает себя единственной».
Для становления философской школы в Испании большое значение имела преподавательская деятельность Ортеги. Так, в основу книги «Что такое философия» лёг курс лекций, прочитанных Ортегой в 1929 году в университете Мадрида (перевод выполнен Б. Пардо-Айусо и О. В. Никифоровым по изданию: José Ortega у Gasset. ¿Qué es filosofía? Revista de Occidente. — Madrid, 1972. — pp. 97-121).
Ортега охотно полемизировал в прессе с оппонентами, представлявшими поколение 1898 года – Мигелем де Унамуно, Рамиро де Маэсту, Габриэлем Маурой – по вопросу о европеизации Испании.

## Философия
В центре внимания в работах Ортеги-и-Гассета — социальные проблемы. В «Дегуманизации искусства» (1925) и «Восстании масс» (1929) учёный впервые в западной философии изложил основные принципы доктрины «массового общества», под которым он понимал духовную атмосферу, сложившуюся на Западе в результате кризиса буржуазной демократии, бюрократизации общественных институтов, распространения денежно-меновых отношений на все формы межличностных контактов.
Складывается система общественных связей, внутри которой каждый человек чувствует себя статистом, исполнителем извне навязанной ему роли, частицей безличного начала — толпы.
Ортега-и-Гассет критикует это положение духа «справа», считая его неизбежным результатом развязывания демократической активности масс и видит выход в создании новой, аристократической элиты — людей, способных на произвольный «выбор», руководствующихся только непосредственным «жизненным порывом» (категория, близкая ницшеанской «воле к власти»).
Рационализм Ортега-и-Гассет считает своеобразным интеллектуальным стилем «массового общества». Он призывает вернуться к донаучным формам ориентации в мире, к древней, ещё не расчленённой «любви к мудрости».

## Влияние
Ученица Ортеги Мария Самбрано со временем прониклась мыслями об исключительности Испании, которые перекликались со взглядами Мигеля де Унамуно, но в основе её взглядов лежит гибрид рациовитализма Ортеги-и-Гассета с поэтизмом.
Многие ученики Ортеги и испанские философы, испытавшие влияние его идей, разъехались по Латинской Америке – в Мексику, Аргентину, Венесуэлу, Эквадор, Чили, Пуэрто-Рико, оказав немалое влияние на развитие философии в этих и других латиноамериканских странах. Любимый ученик Ортеги Хосе Гаос в 1938 году эмигрировал в Мексику, привлечённый гостеприимным отношением президента Ласаро Карденаса к испанским эмигрантам-республиканцам, и стал значимой фигурой в интеллектуальной жизни Мексики, а работы его известного ученика Леопольдо Сеа в известной степени развивали и идеи Ортеги

## Публикации сочинений в русском переводе
- «Дегуманизация искусства» и другие работы. Эссе о литературе и искусстве: Сборник. — М.: Радуга, 1991. — 639 с. — ISBN 5-05-002557-5.
- Эстетика. Философия культуры. — М.: Искусство, 1991. — 592 с. — ISBN 5-210-02441-1.
- Что такое философия? — М.: Наука, 1991. — 408 с. — ISBN 5-02-008115-9.
- Веласкес. Гойя / Пер. с исп.; вступ. статья И. В. Ершовой, М. Б. Смирновой; комментарий и указ. имён В. М. Володарского. — М.: Республика, 1997. — ISBN 5-250-02624-9.
- Избранные труды / Сост., предисл. и общ. ред. А. М. Руткевич. — М.: Весь мир, 1997. — 704 с. — ISBN 5-7777-0016-0; 2-е изд. — М.: Весь мир, 2000. — 704 с. — ISBN 5-7777-0116-7.
- Камень и небо. — М.: Грант, 2000. — 288 с. — ISBN 5-89135-143-9.
- Восстание масс. — М.: АСТ, 2002. — 509 с. — ISBN 5-17-007796-3.
- Миссия университета. / Пер. с исп. М. Голубевой. — Минск: БГУ, 2005. — 104 с. — ISBN 985-485-382-9.
- Восстание масс. Дегуманизация искусства. Бесхребетная Испания. — М.: АСТ, 2008. — 347 с. — ISBN 978-5-17-055340-2.
- Миссия университета / Пер. с исп. М. Голубевой, А. Корбута. — М.: ГУ-ВШЭ, 2010. — 144 с. — ISBN 978-5-7598-0735-3.
- Размышления о Дон Кихоте / Пер. с исп. Б. Дубина, А. Матвеева. — М.: Grundrisse, 2016. — ISBN 978-5-904099-21-3.